# 龙山 (东平)

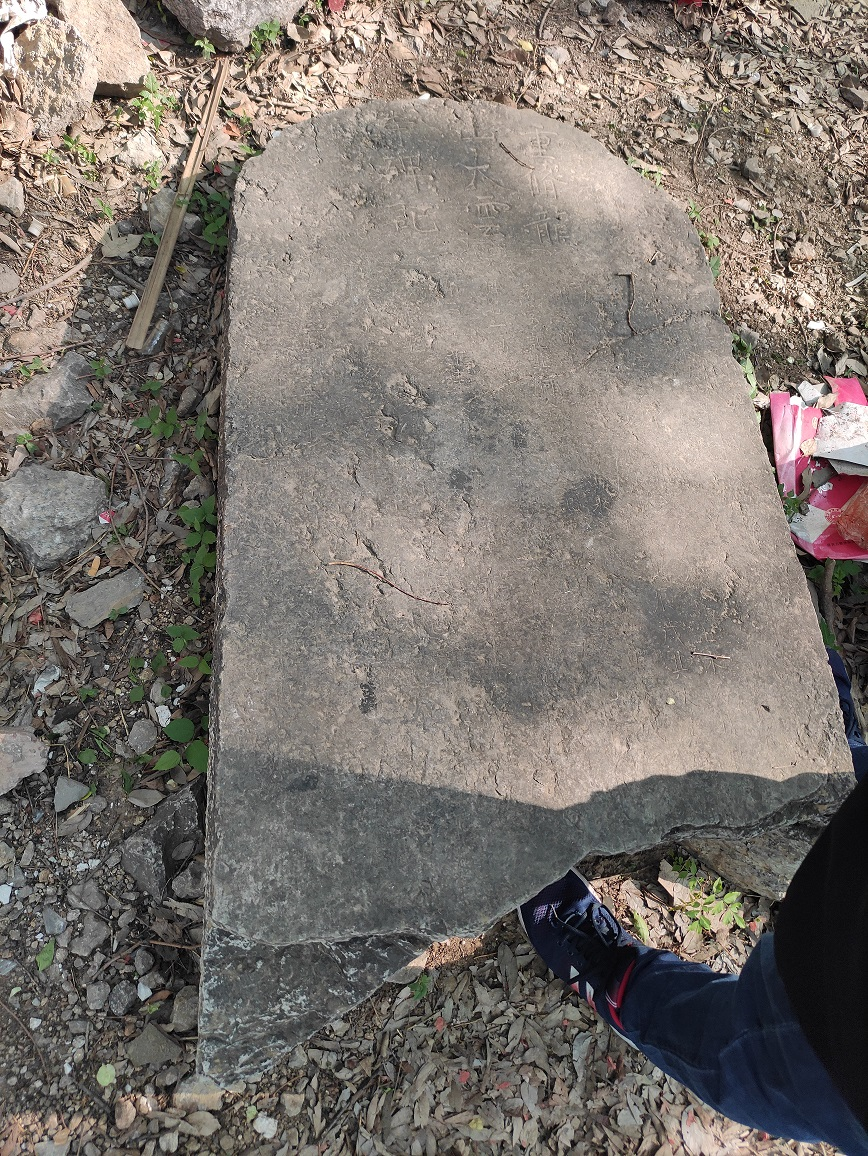
重修龙山大云寺碑记

龙山是位于中国山东省泰安市东平县东平街道的一座山丘。该山在牌子村以北，无盐村东南，其主峰海拔236.6米:412，山南麓有龙山圣井、大云禅寺遗址及龙山石窟造像。